# Val Sarentino
La val Sarentino (in tedesco: Sarntal) è una valle in Alto Adige. La valle è compresa nel comune di Sarentino.